# Święty Mateusz z aniołem
Święty Mateusz z aniołem (niderl. Matteüs en de engel) – obraz namalowany około 1661 roku przez holenderskiego malarza Rembrandta.
Obraz ukazuje św. Mateusza podczas pisania swojej Ewangelii. W prawej dłoni trzyma pióro, a lewą ręką skubie swoją brodę. Twarz wydaje się zadumana, wzrok skierowany gdzieś daleko jakby poszukiwał właściwych słów do swojego dzieła. Przed nim, zamiast zwoju, leży księga z widocznymi pojedynczymi kartkami, mistrzowski popis malarskich umiejętności Rembrandta. Z jego prawej strony widoczny jest anioł, który podpowiada mu lub przypomina historie Jezusa, której był świadkiem w młodości. Dłoń anioła na ramieniu starca buduje intymną więź pomiędzy postaciami.
Podobny motyw wielokrotnie pojawiał się w historii malarstwa. Rembrandt być może znał dzieło Caravaggia Święty Mateusz i anioł, jego pierwszą wersję z 1598 roku, która to została odrzucona przez mocodawców za zbytnią poufałość anioła. Sześćdziesiąt lat później, powód oburzenia przestaje być już aktualny, a anioł Rembrandta jest równie blisko świętego co Caravaggia. Według historyków, twarz anioła przypomina jednego z synów malarza – Tytusa, a jego wiek kontrastuje ze starczą, zoraną zmarszczkami twarzą.